# Homberg (Efze)
Homberg (Efze) è una città tedesca di 14 458 abitanti situata nel land dell'Assia.